# Vyčistit Augiášův chlév

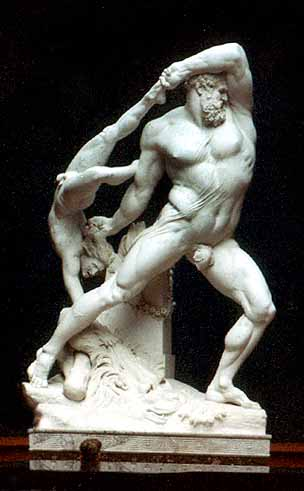
socha siláka Hérakla - autor Antonio Canova

Vyčistit Augiášův chlév je ustálené slovní spojení, které vešlo do slovníku jako rčení, přirovnání. Vyjadřuje výzvu k likvidaci a vyčištění  úděsného a nezvladatelného nepořádku, k nutnosti zametení, čistky a vyhazování tam, kde je něco v nepořádku, zejm. ve společnosti nebo hospodaření.

## Původ rčení
Král Eurystheus uložil bájnému silákovi Héráklovi jako pokání za jeho předešlé zlé činy vykonat dvanáct obtížných úkolů, které mu vymýšlel. S velkou chutí také Hérakla urážel a ponižoval.
Pátým úkolem v řadě bylo vyčištění chlévů krále Augiáše, který měl ohromná stáda dobytka; bohové navíc zařídili, že stáda byla plodná a odolná vůči všem nemocem. A když třicet let nikdo nekydal hnůj a puch zamořoval celý Peloponéský poloostrov, měl zasáhnout Hérákles. Ten obhlédl situaci a za slib odměny - desetiny stád - slíbil, že bude večer vše čisté a uklizené. Pak prorazil na dvou místech zdi a změnil tok dvou blízkých řek Alfeios a Péneios, jejichž proud se pak prohnal chlévy a stájemi. Úkol byl večer hotov. Bohatý, ale lakomý Augiáš se začal vytáčet a dohadovat - tvrdil, že úkol byl zadaný Eurystheem a potom ještě zapíral, že by desetinu stád slíbil. Zasedl soud a Héráklés a Augiášův syn Fýleus byli vyhnáni ze země. Eurystheus navíc úkol neuznal za splněný, protože prý si Augiáš Hérakla na práci najal. Vše mělo dohru po letech - Héraklés zničil Augiášovo království, krále zabil a na jeho místo dosadil jeho syna Fýlea.